# Albert Florent Augustin Decourtray
Albert Florent Augustin Decourtray, francoski rimskokatoliški duhovnik, škof in kardinal, * 9. april 1923, Wattignies, † 16. september 1994, Lyon.

## Življenjepis
29. junija 1947 je prejel duhovniško posvečenje.
27. maja 1971 je bil imenovan za pomožnega škofa Dijona in za naslovnega škofa Hippo Diarrhytusa; 3. julija istega leta je prejel škofovsko posvečenje. 22. aprila 1974 je postal škof Dijona, 29. oktobra 1981 nadškofa Lyona in 23. aprila 1982 prelat Mission de France o Pontigny. S slednjega položaja je odstopil 1. oktobra 1988.
25. maja 1985 je bil povzdignjen v kardinala in imenovan za kardinal-duhovnika SS. Trinità al Monte Pincio.
Leta 1993 je postal član Académie française.